# 신풍초등학교 (전남)
신풍초등학교는 대한민국 전라남도 여수시 율촌면에 있는 공립 초등학교이다.

## 학교 연혁
- 1949.12.14 율촌동국민학교로 개교
- 1976.03.01 미감아 수용 인가
- 1985.02.09 병설유치원 인가
- 1996.03.01 율촌동초등학교로 개칭
- 1997.03.01 신풍초등학교로 개칭
- 1998.03.01 교육부지정 인성교육 자율시범학교(1998~1999학년도)
- 2010.03.01 전라남도교육청지정 사교육 없는 학교 연구학교
- 2014.02.21 병설유치원 제28회 졸업식(졸업생 총 379명)
- 2014.02.22 제59회 졸업식(졸업생 총 4,478명)
- 2014.03.01 제27대 박춘하 교장 부임
- 2014.03.01 초등학교 6학급, 특수학급 1학급 편성, 병설유치원 1학급 편성

## 참고 자료
- 신풍초등학교 - 한국교육학술정보원 학교알리미